# Amt Butjadingen
Das Amt Butjadingen war ein Verwaltungsbezirk des Großherzogtums Oldenburg und des späteren Freistaates Oldenburg. Der Sitz des Amtes befand sich im Ort Ellwürden in der Gemeinde Abbehausen. Die Funktion der oldenburgischen Ämter entsprach weitgehend der Funktion der Landkreise im übrigen Deutschen Reich.

## Geschichte
Im Butjadinger Land wurden 1814 die Ämter Burhave und Abbehausen eingerichtet. Zum Amt Burhave gehörten Burhave, Eckwarden, Langwarden, Tossens und Waddens; zum Amt Abbehausen gehörten Abbehausen, Atens, Blexen, Seefeld und Stollhamm. Die Ämter Burhave und Abbehausen wurden 1858 zum Amt Stollhamm zusammengeschlossen. Im Rahmen einer erneuten Verwaltungsreform wurde das Amt Stollham 1879 wieder aufgelöst. An seine Stelle trat das Amt Butjadingen, das sich aus den Gemeinden des aufgelösten Amtes Stollhamm sowie der Gemeinde Esenshamm aus dem aufgelösten Amt Ovelgönne zusammensetzte. 1908 erhielt die Gemeinde Atens das Stadtrecht und wurde in Nordenham umbenannt. Bei der Verwaltungsreform von 1933 wurde das Amt Butjadingen aufgelöst und ging vollständig im neuen Amt Wesermarsch auf, das 1939 zum Landkreis Wesermarsch wurde.

## Einwohnerentwicklung
| Amt Butjadingen | 1900   | 1910   | 1925   |
| --------------- | ------ | ------ | ------ |
| Einwohner       | 15.957 | 23.383 | 26.404 |

## Gemeinden
Das Amt Butjadingen umfasste elf Gemeinden (Stand 1. Dezember 1910):
| Gemeinde                   | Einwohner |
| -------------------------- | --------- |
| Abbehausen                 | 2245      |
| Blexen                     | 4503      |
| Burhave                    | 1386      |
| Eckwarden                  | 726       |
| Esenshamm                  | 1142      |
| Langwarden                 | 1519      |
| Nordenham (bis 1908 Atens) | 7881      |
| Seefeld                    | 1635      |
| Stollhamm                  | 1423      |
| Tossens                    | 449       |
| Waddens                    | 474       |

## Amtmänner
- Georg Adolf Moritz Ahlhorn (1875–1879)